# El Coscoll
El Coscoll és una muntanya de 696 metres que es troba a la Serra de Coscoll al municipi de Camarasa, a la comarca catalana de la Noguera.